# Изящная приния
Изящная приния (лат. Prinia gracilis) — мелкая певчая птица из семейства цистиколовых. Ранее причислялась к семейству Славковые, на которое очень похоже внешне.
Птица с серовато-коричневой полосатой спиной и длинным высоко поднятым хвостом.
Изящная приния чрезвычайно сходна со скотоцеркой и по окраске, и по манере поведения. Птица длиной 10—11 см, имеют короткие закругленные крылья и длинный сужающийся хвост, каждое перо которого окантовано чёрным и белым. Оперении у взрослых особей — серо-коричневое, с темными прожилками. Нижняя часть тела беловатая. Половой диморфизм выражен слабо.
Изящная приния строит своё гнездо в кустах или траве и откладывает 3—5 яиц.
Ареал — от Сомали и Джибути в Африке, через Ближний Восток, Персидский залив, Пакистан, до Непала и Бангладеш на востоке и Турции на севере.
Одна из самых распространённых птиц в Израиле.